# Tabernanthe iboga
Tabernanthe iboga е вид храст, разпространен в Африка.
Коренът на растението съдържа алкалоида ибогаин и заради своя психоактивен ефект се използва от местните за лечебни цели и духовни ритуали.
При малки дози се наблюдава лек стимулиращ ефект, подобен на кофеина, а при високите дози – дълготраен халюциногенен ефект. Местните вярват, че по този начин се свързват с духовете на предците си, и много хора съобщават за мистични преживявания, докато са били под въздействието му.
На физическо ниво може да се наблюдават промени в пулса, мускулни спазми, гадене, замаяност и други.